# Frieden von Arras (1579)
Im Frieden von Arras erkannten im Mai 1579 die zehn südlichen Provinzen der Niederlande die Herrschaft des katholischen Spanien wieder an.
Zuvor zerbrach an konfessionellen Meinungsverschiedenheiten, die noch nach dem Wüten der Spanischen Furie und in der Genter Pazifikation vorhandene Einheit aller Niederländer gegen die Herrschaft Madrids. Am 6. Januar 1579 bildeten die zehn südlichen, überwiegend katholischem Glauben anhängenden Provinzen die Union von Arras. Dem spanischen Statthalter Alessandro Farnese gelang es, die Unterstützung des unzufriedenen katholischen Adels im wallonischen Süden dafür zu erhalten.
Hierauf reagierten die sieben Nordprovinzen Holland, Zeeland, Utrecht, Gelderland, Friesland, Groningen und Overijssel mit überwiegend calvinistisch orientierter Bevölkerung am 23. Januar 1579 mit der Gründung der Utrechter Union gegen Spanien und für freie Religionsausübung.
Farnese brachte in den folgenden Jahren in Brabant und Flandern die Städte und Gemeinden weitgehend zur Akzeptanz der Union von Arras und eroberte im Jahr 1585 Antwerpen. Anhänger des protestantischen Glaubens mussten dann innerhalb zweier Jahre die spanischen Niederlande verlassen.